# Datsun 240Z
Pierwszy model nowej serii Datsun 240Z zaprezentowano w październiku 1969 roku w hotelu w Nowym Jorku jako następca modelu Sports. W pracy nad nowym modelem pracowali styliści pod kierownictwem Yoshihiko Matsuo oraz grupa inżynierów pod wodzą Tiichi Hary. Liczba w nazwie oznacza pojemność skokową silnika. Samochód miał bardzo dobre właściwości jezdne i gwarantował wysoki komfort jazdy dzięki niezależnemu zawieszeniu wszystkich kół. Ten japoński samochód szybko stał się przebojem rynku amerykańskiego, a czas oczekiwania dochodził do pół roku. W ciągu 4 lat produkcji Datsuna 240Z sprzedano w ilości 156 076 sztuk tego pojazdu.
W Japonii samochody były sprzedawane wyłącznie przez salony Nissan Bluebird Store.
W kolejnych latach została wprowadzona mniej popularna wersja z 3-biegową, automatyczną skrzynią biegów.

## Sukcesy sportowe
Był to samochód niejako stworzony do udziału w zawodach sportowych. Już od samego początku produkcji, regularnie odnosił sukcesy w wyścigach w USA, w serii SCCA i IMSA. W roku 1971 Edgar Herrmann i Hans Schuller wygrali Rajd Safari. Sukces ten powtórzyli dwa lata później Shekhar Mehta i Lofty Drews.
W 2004 roku magazyn Sports Car International umieścił ten samochód na drugim miejscu na liście topowych samochodów sportowych lat 70.

## Dane techniczne
- Silnik 2393 cm³ L24 I-6
- Moc - 151 KM przy 5600 obr./min
- Moment - 198 Nm przy 4400 obr./min
- Skrzynie biegów: 4-biegowa manualna, 5-biegowa manualna, 3-biegowa automatyczna (po wrześniu 1970)
- Hamulce przednie tarczowe (270mm), tylne bębnowe (230 mm x 41 mm)
- Masa własna pojazdu - 1070 kg
- Przyśpieszenie - 9,5 s. od 0-100 km/h
- Prędkość maksymalna - 201 km/h
- Zużycie paliwa - 11,2 l/100 km